# Чернолик тиарис
Черноликият тиарис (Tiaris bicolor) е вид птица от семейство Овесаркови (Emberizidae).

## Разпространение
Видът е разпространен в Ангуила, Антигуа и Барбуда, Аруба, Американските Вирджински острови, Бахамските острови, Барбадос, Бонер, Синт Еустациус, Саба, Британските Вирджински острови, Венецуела, Гренада, Гваделупа, Доминика, Доминиканската република, Кайманови острови, Колумбия, Куба, Кюрасао, Мартиника, Монсерат, Малки далечни острови на САЩ, Пуерто Рико, Сейнт Китс и Невис, Сейнт Лусия, Сен Мартен, Сейнт Винсент и Гренадини, САЩ, Тринидад и Тобаго, Търкс и Кайкос, Хаити и Ямайка.